# Antonov/Taqnia An-132
Antonov/Taqnia An-132 là một phiên bản của dòng máy bay An-32 hai động cơ phản lực cánh quạt, chuyên dùng cho vận tải quân sự, được phát triển bởi Ả Rập Xê Út và Ukraina.

## Thiết kế và phát triển
An-132 sử dụng 2 động cơ turboprop Pratt & Whitney Canada PW150, cùng các thiết bị hàng không do hãng Honeywell cung cấp, cũng như các thiết bị của các hãng Liebherr và Hamilton Sundstrand. Mẫu thử nghiệm đầu tiên đã được giới thiệu tại Kiev vào ngày 20 tháng 12 năm 2016, sau đó là chuyến bay thử nghiệm đầu tiên, cất cánh từ nhà máy của Antonov tại sân bay Sviatoshyn và hạ cánh tại trung tâm thử nghiệm tại sân bay Antonov vào ngày 31 tháng 3 năm 2017. Kế hoạch giao hàng dự kiến sẽ bắt đầu từ năm 2018, với giá thành xấp xỉ $30–30 triệu cho mỗi chiếc và dự kiến xuất xưởng tổng cộng 260–295 chiếc đến năm 2035 từ các dây chuyền sản xuất của Ukraina và Ả Rập Xê Út.

## Biến thể
- An-132D: phiên bản đầu tiên.

## Khai thác
Ả Rập Xê Út
- Không quân Hoàng gia Ả Rập Xê Út: 6 chiếc đã đặt hàng.[6]